# Costin Maleș
Costin Maleș (n. 25 iulie 1969 în Galați) este un fost mijlocaș român de fotbal. A debutat în Liga I pe 14 mai 1988 în meciul Victoria București - Oțelul Galați 4-1.S-a retras în 2003 împreună cu Cătălin Tofan, după barajul de promovare dintre FC Bihor Oradea și Oțelul Galați.